# Svetlana Kormilicyna
Svetlana Anatol'evna Kormilicyna (in russo Светлана Анатольевна Кормилицына?; 11 agosto 1984) è una schermitrice russa, vincitrice di una medaglia d'argento ed una di bronzo ai campionati mondiali di scherma.

## Palmarès
In carriera ha conseguito i seguenti risultati:
- Mondiali di scherma

New York 2004: oro nella sciabola a squadre.
Lipsia 2005: argento nella sciabola a squadre.
San Pietroburgo 2007: bronzo nella sciabola a squadre.
Parigi 2010: oro nella sciabola a squadre.
- Europei di scherma

Copenaghen 2004: oro nella sciabola a squadre.
Zalaegerszeg 2005: argento nella sciabola a squadre.
Gand 2007: bronzo nella sciabola a squadre.
Plovdiv 2009: argento nella sciabola a squadre.
Lipsia 2010: oro nella sciabola individuale ed argento a squadre.